# آوخس‌بورت
آگوستبورت (به هلندی: Augsbuurt) یک منطقهٔ مسکونی در هلند است که در کلومرلاند ان‌نیوکرایس‌لاند واقع شده‌است. آگوستبورت ۷۰ نفر جمعیت دارد.